# Сизов, Иван Евстратьевич
Сизов, Иван Евстратьевич (1793, Тула — 1855, там же) — оружейный и гармонный мастер, фабрикант, основатель гармонного производства в России.
Тульский оружейный мастер И. Е. Сизов в июле 1830 году приобрел на Нижегородской ярмарке (за 40 рублей ассигнациями) немецкую однорядную гармонь. Вернувшись домой, он изготовил копию, которая не уступала в качестве звучания зарубежному оригиналу. Затем в домашней мастерской продолжил изготовление этих новых для России музыкальных инструментов.
Растущий спрос на гармони способствовал тому, что многие тульские мастера взялись за их изготовление. Домашние мастерские стали преобразовываться в гармонные фабрики. Одна из первых гармонных фабрик в России была организована И. Е. Сизовым. (Первая гармонная фабрика основана Т. П. Воронцовым).
Сохранившиеся документы свидетельствуют о том, что его фабрика была довольно масштабным для того времени предприятием, на котором, например, только в 1848 году было изготовлено 3700 музыкальных инструментов.
После смерти Ивана Евстратьевича его детище прекратило своё существование. Однако деятельность И. Е. Сизова оставила заметный след в истории: он получил известность как организатор гармонного производства в России.